# 던스

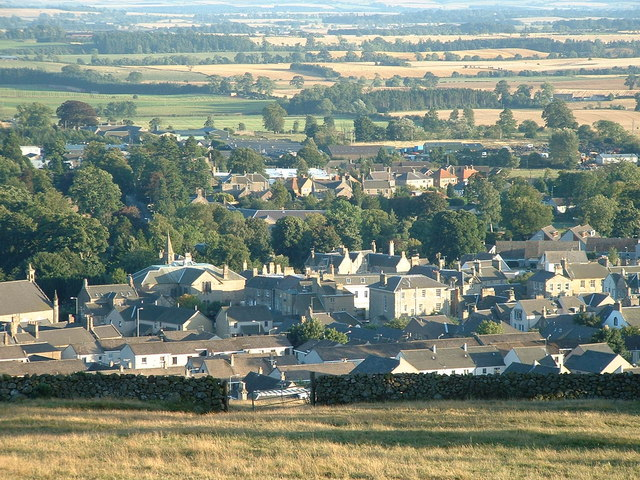
던스

던스(영어: Duns, 스코트어: Dunse)는 스코틀랜드 스코티시보더스의 도시로 인구는 2,594명(2001년 기준)이다.